# Atammik
Atammik (zastarale: Atangmik) je osada v kraji Qeqqata v Grónsku. Nachází se na břehu Davisova průlivu a je to nejjižnější město kraje Qeqqata. V roce 2016 tu žilo 192 obyvatel. Místní továrna na přípravu ryb s názvem Royal Greenland byla uzavřena v červenci roku 2010.

## Počet obyvatel
Počet obyvatel Atammiku je relativně stabilní v posledních dvou desetiletích, v posledních několika letech klesá.